# Frans den Tex
François Joan Adriaan (Frans) den Tex (Arnhem, 12 november 1897 – Naarden, 22 februari 1969) was een Nederlands architect.
Hij was zoon van ingenieur bij de Staatsspoorwegen Karel den Tex en jonkvrouw Adrienna Cornelie Philippine des Tombe. Hijzelf huwde de Zwitserse Elisabeth Madeleine Gampert. Het echtpaar kreeg vier kinderen.
Zijn opleiding verkreeg hij aan de Hogere Burgerschool, de Kunstnijverheidsschool Quellinus Amsterdam in Amsterdam en de Eidgenossische Technische Hogeschool in Zürich; hij studeerde er in 1923 af. Na enkele jaren gewerkt te hebben scheepte hij zich in 1926 voor een reis door Azië, Nederlands-Indië. Eenmaal terug werd hij zelfstandig architect. Hij ging daarbij een samenwerkingsverband aan met technisch tekenaar Jan Hillebrandt, dat in 1947 resulteerde in een gezamenlijk architectenbureau. Hij stopte als architect in 1965. Den Tex ontwierp in 1927 de Villa Den Tex aan de Apollolaan 1, Amsterdam. Ook zijn er schoolgebouwen van hem bekend. Ook de Jeugdherberg Koningsbosch in Castricum is door hem ontworpen.
Vlak voor zijn overlijden (1968) spande hij zich samen met architect C.G. Scheltema en beeldhouwer Berend Bodenkamp in voor het bewaren van het historisch centrum van vestingstad Naarden; de gemeente had geopperd er een winkelcentrum te willen bouwen.